# Госсо, Жан-Жак
Жан-Жак Госсо́ Госсо́ (фр. Jean-Jacques Gosso Gosso; 15 марта 1983, Абиджан) — ивуарийский футболист, игравший на позиции полузащитника. Выступал в национальной сборной.
Дебютировал в чемпионате Франции 9 августа 2008 года в матче 1-го тура против «ПСЖ». Он отыграл весь матч и на 81-й минуте получил жёлтую карточку. Всего в сезоне 2008/09 он провёл 31 матч. В нынешнем сезоне на его счету 8 матчей в чемпионате и 1 в Кубке.
В составе молодёжной сборной в 2003 году он выступал на молодёжном чемпионате мира, проходившем в ОАЭ, где «слоны» заняли 8-е место.
19 ноября 2008 года Жан-Жак дебютировал за сборную в матче против Израиля (2:2).